# Histoire de Cuzco
 (février 2023).
La mise en forme du texte ne suit pas les recommandations de Wikipédia : il faut le « wikifier ».
Les points d'amélioration suivants sont les cas les plus fréquents. Le détail des points à revoir est peut-être précisé sur la page de discussion.
- Les titres sont pré-formatés par le logiciel. Ils ne sont ni en capitales, ni en gras.
- Le texte ne doit pas être écrit en capitales (les noms de famille non plus), ni en gras, ni en italique, ni en « petit »…
- Le gras n'est utilisé que pour surligner le titre de l'article dans l'introduction, une seule fois.
- L'italique est rarement utilisé : mots en langue étrangère, titres d'œuvres, noms de bateaux, etc.
- Les citations ne sont pas en italique mais en corps de texte normal. Elles sont entourées par des guillemets français : « et ».
- Les listes à puces sont à éviter, des paragraphes rédigés étant largement préférés. Les tableaux sont à réserver à la présentation de données structurées (résultats, etc.).
- Les appels de note de bas de page (petits chiffres en exposant, introduits par l'outil «  Source ») sont à placer entre la fin de phrase et le point final[comme ça].
- Les liens internes (vers d'autres articles de Wikipédia) sont à choisir avec parcimonie. Créez des liens vers des articles approfondissant le sujet. Les termes génériques sans rapport avec le sujet sont à éviter, ainsi que les répétitions de liens vers un même terme.
- Les liens externes sont à placer uniquement dans une section « Liens externes », à la fin de l'article. Ces liens sont à choisir avec parcimonie suivant les règles définies. Si un lien sert de source à l'article, son insertion dans le texte est à faire par les notes de bas de page.
- La présentation des références doit suivre les conventions bibliographiques. Il est recommandé d'utiliser les modèles {{Ouvrage}}, {{Chapitre}}, {{Article}}, {{Lien web}} et/ou {{Bibliographie}}. Le mode d'édition visuel peut mettre en forme automatiquement les références.
- Insérer une infobox (cadre d'informations à droite) n'est pas obligatoire pour parachever la mise en page.

Pour une aide détaillée, merci de consulter Aide:Wikification.
Si vous pensez que ces points ont été résolus, vous pouvez retirer ce bandeau et améliorer la mise en forme d'un autre article.
L'histoire de Cuzco est millénaire. Cuzco, Cusco (en espagnol péruvien) ou Qosqo (« centre du pays » en quechua) est une ville du sud-est du Pérou dans la vallée du Río Urubamba au milieu de la cordillère des Andes, à 3 400 m d'altitude.
C'était autrefois la capitale de l'empire inca (Tahuantinsuyu) et l'une des villes les plus importantes de la vice-royauté du Pérou. À l'époque vice-royale, sous la souveraineté de la monarchie hispanique, diverses églises, universités, palais et places baroques et néoclassiques ont été construits qui sont les attractions qui font aujourd'hui de la ville, la principale destination touristique du Pérou.
La ville a été longtemps un carrefour sur l'axe économique transandin mais s'est endormie quand l'activité commerciale s'est tournée vers Lima. C'est aujourd'hui la capitale de la Province de Cuzco et du département de Cuzco.
Elle a été déclarée monument historique national en 1972 et site du patrimoine mondial en 1983 par l'Unesco et, en raison du grand nombre de monuments qu'elle possède, elle est souvent appelée la "Rome d'Amérique". La Constitution du Pérou (1993) la désigne comme la « capitale historique du Pérou ».

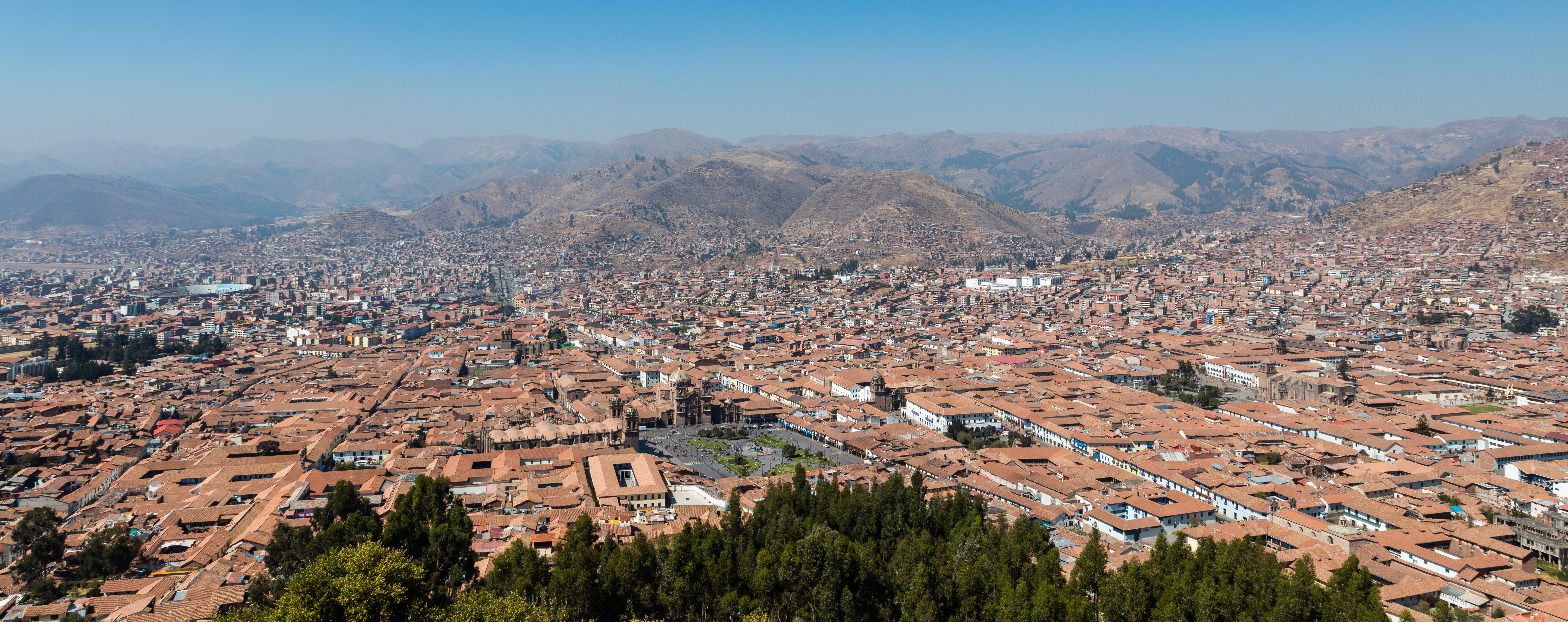
Panorama sur Cuzco.

## Toponymie

### La légende
Le nom indigène de la ville est Qosqo. Bien que ce nom ait été utilisé en quechua du sud, son origine se trouve dans la langue aymara. Le mot est dérivé de la phrase qosqo wanka « Rocher de la chouette », liée au mythe fondateur de la ville par la fratrie Ayar. Selon cette légende, Ayar Awqa (Ayar Auca ou Ayar Oche) a acquis des ailes et s'est envolée vers le site de la future ville; là, il fut transformé en rocher pour marquer la possession de la terre par son ayllu (son «lignage»).
« Alors Ayar Awqa s'est levé, a déployé une paire de grandes ailes et a dit que c'était lui qui devrait rester à Guanacaure comme une idole pour parler avec leur père le Soleil. Puis ils sont montés au sommet de la colline. Là où il devait rester comme une idole, Ayar Awqa s'est élevé en vol vers les cieux si haut qu'ils ne pouvaient plus le voir. Il est revenu et a dit à Ayar Manco qu'à partir de ce moment, il allait être nommé Manco Capac, car il venait de l'endroit où était le Soleil et le Soleil avait ordonné à Ayar Manco de prendre ce nom et de se rendre dans la ville qu'ils avaient vue. Après que cela ait été déclaré par l'idole, Ayar Awqa s'est transformé en pierre, tout comme il était, avec ses ailes. Plus tard, Manco Capac descendit avec Ayar Auca dans leur colonie... il aimait la place maintenant occupée par cette ville de Cuzco. Manco Capac et son compagnon, avec l'aide des quatre femmes, ont construit une maison. Ayant fait cela, Manco Capac et son compagnon, avec les quatre femmes, ont planté des terres en maïs. On dit qu'ils ont pris le maïs de la grotte, que ce seigneur Manco Capac a nommé Pacaritambo, ce qui signifie "ceux d'origine" parce qu'ils sont sortis de cette grotte ».

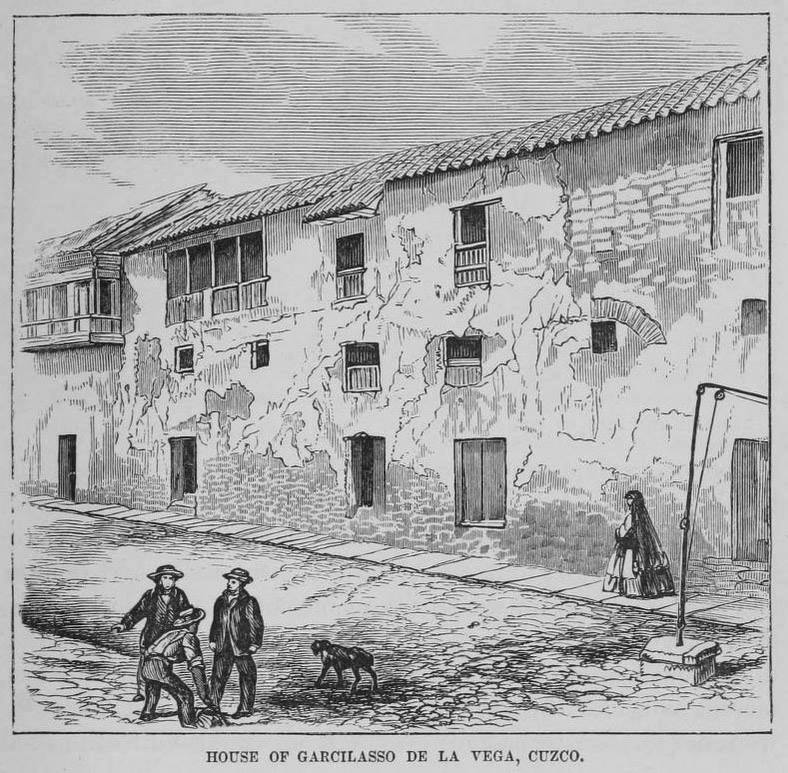
Maison de Garcilaso de la Vega à Cusco en 1877.

Une étymologie totalement différente a été proposée par le chroniqueur métis Inca Garcilaso de la Vega, qui déclare que: « Ils ont mis la ville de Cozco comme centre [de Tahuantinsuyu], ce qui dans la langue particulière des Incas veut définir le nombril de la terre: ils l'ont appelé avec bonne ressemblance avec le nombril, car tout le Pérou est long et étroit comme un corps humain, et cette ville est presque au milieu. »
Cette version a été mythifiée dans le folklore de la région.
Les philologues contemporains considèrent que l'étymologie attribuée aux Incas (quechua) est fausse et considèrent l'hypothèse Aymara comme la plus plausible.

### Cuzco ou Cusco
La forme originale du nom de lieu, telle que les Espagnols l'ont rencontré à l'époque de la conquête de l'Empire Inca, devait être, comme actuellement en Quechua du sud, Qusqu ou Qosqo,.
Les conquistadors espagnols ont adopté le nom local, le translittérant dans la phonétique castillane en Cuzco ou, moins souvent, Cozco. Cuzco était l'orthographe standard sur les documents officiels et les chroniques à l'époque coloniale, bien que Cusco ait également été utilisé. Cuzco, prononcé comme en espagnol du XVIe siècle, semble avoir été une approximation proche de la prononciation en Quechua du toponyme à l'époque.
Toutefois, le choix du nom de la ville est une longue histoire.
Cuzco : Les premiers chroniqueurs ont écrit le nom de la ville presque invariablement comme Cuzco ou Cozco. Ainsi, on peut trouver Cuzco dans les Reales Cédulas de Carlos I, dans les chroniques de Francisco de Jerez (1534), dans différents documents de la Gaceta de Madrid et dans les cartes du XIXe siècle (à partir de 1815) et du XXe siècle (jusqu'au moins 1976). C'est sous cette forme écrite qu'elle passe dans les autres langues européennes et pour ce qui reste jusqu'à présent la forme la plus utilisée en espagnol en dehors du Pérou.
Comme les prononciations espagnole et quechua ont évolué depuis lors, la prononciation espagnole de « z » n'est plus universellement proche de la prononciation quechua.
La forme graphique Cuzco est restée prédominante jusqu'au XXe siècle.
Cusco : L'orthographe Cusco, cependant, se retrouve dans divers documents coloniaux, bien qu'elle soit très rare parmi les textes « cultivés ». On la retrouve dans les cartes illustrant les annexes du Pérou dans les cartes historiques de la ville de Pisco dans les cartes historiques du XVIIe siècle jusqu'en 1814, en plus de la carte de 1597 qui illustre cet article (en latin).

Drapeau de la ville.

Au début du XXe siècle, des intellectuels locaux et de la capitale, dont beaucoup étaient influencés par l'indigénisme, tels que Rafael Larco Herrera, Luis Eduardo Valcárcel, Horacio Urteaga et Carlos Alberto Romero ont écrit des textes importants avec l'orthographe Cusco.
Dans la ville même, sur proposition de l'American Institute of Art, avec le soutien de la Major Academy of the Quechua Language, le 12 mars 1971, la municipalité a publié une ordonnance où elle a changé la forme officielle de Cuzco en Cusco, proscrivant la forme précédente.
En 1986, le ministre de l'Éducation en fonction, à la demande officielle du maire de la ville, a promulgué une résolution ministérielle rendant cette orthographe de Cusco officielle au niveau du gouvernement central péruvien.
Qosqo : Dix-neuf ans plus tard, le 23 juin 1990, les autorités locales officialisaient une nouvelle orthographe, cette fois plus proche du quechua : « Qosqo », avant de faire machine arrière pour rétablir l'orthographe « Cusco » sur les sites officiels de la ville et de la région comme actuellement.
Il n'y a pas d'orthographe officielle internationale du nom de la ville. Dans les publications de langue anglaise, on trouve à la fois "s",,,. L'Oxford Dictionary of English et le Merriam-Webster Dictionary préfèrent "Cuzco", et dans les écrits savants "Cuzco" est utilisé plus souvent que "Cusco". C'est la graphie adoptée par les dictionnaires et encyclopédies de langue française.
Le code de l'aéroport international de la ville est CUZ, reflétant l'orthographe espagnole antérieure.

## Histoire

### Avant les incas
Sur la base de données archéologiques et anthropologiques, le processus d'occupation de Cuzco a été étudié et une hypothèse fait consensus. En raison de l'effondrement du royaume de Tiahuanaco, une migration d'une partie de ce peuple a eu lieu à une époque indéterminée. Ce groupe d'environ 500 personnes se serait progressivement établi dans la vallée de la rivière Huatanay, processus qui aboutit à la fondation de Cuzco sur les rives de la rivière Saphy. La date même approximative est inconnue, mais grâce à des vestiges, il est avéré que le site où se trouve la ville était déjà habité il y a 3 000 ans.
Le peuple Killke (en) a occupé la région de 900 à 1200 apr. J.-C., avant l'arrivée des Incas au XIIIe siècle. La datation au carbone 14 de Saksaywaman, le complexe fortifié à l'extérieur de Cuzco, a établi que les Killke avaient construit la forteresse vers 1100 apr. J.-C. Les Incas l'ont ensuite occupée et agrandie.
Des chroniques anciennes comme celles de Pedro Sarmiento de Gamboa (1530-1592) affirment l'existence de groupes ethniques dans la vallée de Cuzco avant l'annexion par l'empire inca. Cet auteur mentionne les guallas, les sahuasiray et les antasayas comme les plus anciens colons ; tandis que les alcavistas, copalimaytas et culunchimas sont considérés comme des habitants plus récents.
On sait également que les Ayarmacas habitaient la région. Ils étaient les seuls à ne pas être dominés par les Incas, et devinrent leurs principaux rivaux dans la région.
En mars 2008, des archéologues ont découvert les ruines d'un ancien temple, d'une chaussée et d'un système d'aqueduc à Saksaywaman. Le temple couvre quelque 250 m2 et contient onze salles qui auraient abrité des idoles et des momies, ce qui est un indice de sa fonction religieuse. Avec les résultats des fouilles de 2007, qui avaient permis de trouver un autre temple au bord de la forteresse, ces travaux confirment une utilisation religieuse et militaire de longue date du site.

### Fondation et époque inca

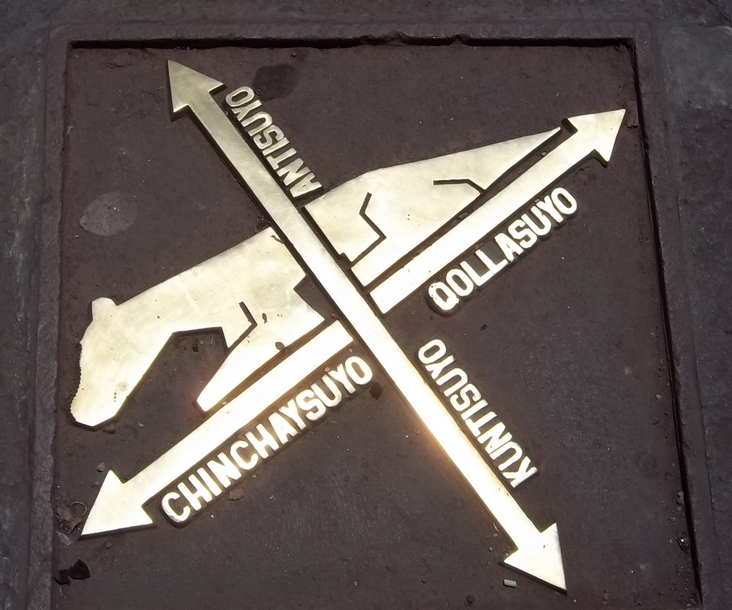
Représentation des quatre divisions de l'Empire Inca (ou Tahuantinsuyu), qui a commencé à Cuzco, la capitale en forme de puma.

Selon une légende recueillie par l'Inca Garcilaso de la Vega, Manco Cápac et Mama Ocllo son épouse et sœur, ont émigré des bords du lac Titicaca - leur lieu de « naissance » - sur les conseils de leur père, le dieu soleil. Manco Cápac a lancé un javelot d'or. Là où il s'est planté - sur la colline appelée Huanacauti - ils ont fondé une nouvelle ville. L'endroit choisi s'appelait Cuzco.
Cuzco était la capitale et le siège du gouvernement des Incas et elle a continué à l'être au début de l'ère impériale, devenant la ville la plus importante des Andes et d'Amérique du Sud. Ce centralisme naissant a fait de la ville le principal foyer culturel et l'axe du culte religieux de l'empire.
C'est Pachacutec qui aurait fait de Cuzco le centre spirituel et politique du pays. Pachacútec est arrivé au pouvoir en 1438, et lui et son fils Tupac Yupanqui ont passé cinq décennies à organiser et à concilier les différents groupes tribaux sous leur règne, y compris les Lupacas et les Collas. Pendant la période de Pachacútec et Túpac Yupanqui, le domaine de Cuzco s'est étendu jusqu'à Quito en Équateur, au nord, et au fleuve Maule au centre du Chili, au sud, intégrant culturellement les habitants de 4 500 km de la cordillère des Andes.
On estime également que la conception originale de la ville est l'œuvre de Pachacútec. Le plan de l'ancienne Cuzco a la forme d'un puma stylisé, avec la place centrale Haucaypata dans la position que la poitrine de l'animal occuperait. La tête du félin sacré serait située sur la colline où se trouve la forteresse de Sacsayhuamán
La ville de Cuzco a été conçue comme le siège du pouvoir et son organisation interne correspondait à une division urbaine traditionnelle inca. Elle était située à un point central et stratégique de l'empire, vers lequel convergent les quatre routes principales du réseau routier (le Qhapaq Ñan) qui reliaient la ville au quatre parties (ou Suyu) du pays; Chinchay Suyu, Anti Suyu, Kunti Suyu et Qulla Suyu.
Chaque dirigeant local devait construire une maison dans la ville et y vivre une partie de l'année, dans le quartier qui correspondait au territoire sur lequel il régnait.
Avant l'arrivée des conquistadors, la ville était partagée en deux quartiers, chacun étant le départ de deux de ces quatre routes, et étant occupé par les Incas et des ressortissants des tribus de leur empire. Les principaux monuments dataient de Pachacutec.
La ville tomba sous l'influence de Huáscar pendant la guerre civile inca après la mort de Huayna Capac en 1527. Elle fut prise par les généraux d'Atahualpa en avril 1532 lors de la bataille de Quipaipan. Dix-neuf mois plus tard, les conquistadors entraient à Cuzco.
On peut encore admirer les murs incas originels dans certaines rues de la ville ou même le temple du Soleil, ou Coricancha, de nouveau révélé au monde après le tremblement de terre de 1950. En effet sur les fondations de ce temple avait été bâti le couvent Santo Domingo, fortement endommagé par ce séisme.

### Fondation espagnole et ère vice-royale

#### Le pillage
Les conquérants espagnols savaient, dès leur arrivée sur ce qui est aujourd'hui le territoire péruvien, que leur objectif était de prendre la ville de Cuzco, capitale de l'empire et ses immenses richesses métalliques en or et en argent. Après avoir capturé, puis assassiné l'Inca Atahualpa à Cajamarca, ils ont commencé leur marche vers Cuzco.

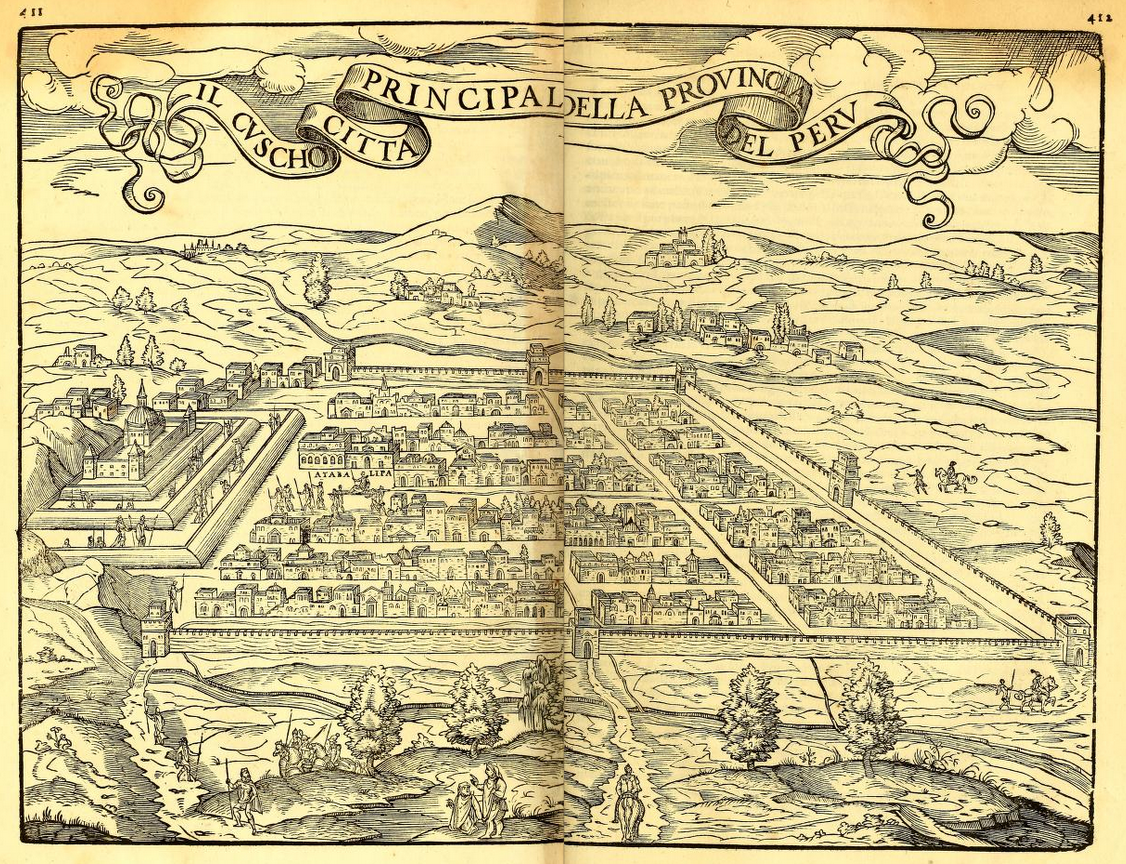
Carte de Cuzco en 1565. Peinture de 1565 par Giovanni Battista Ramusio, probablement de Giacomo Gastaldi.

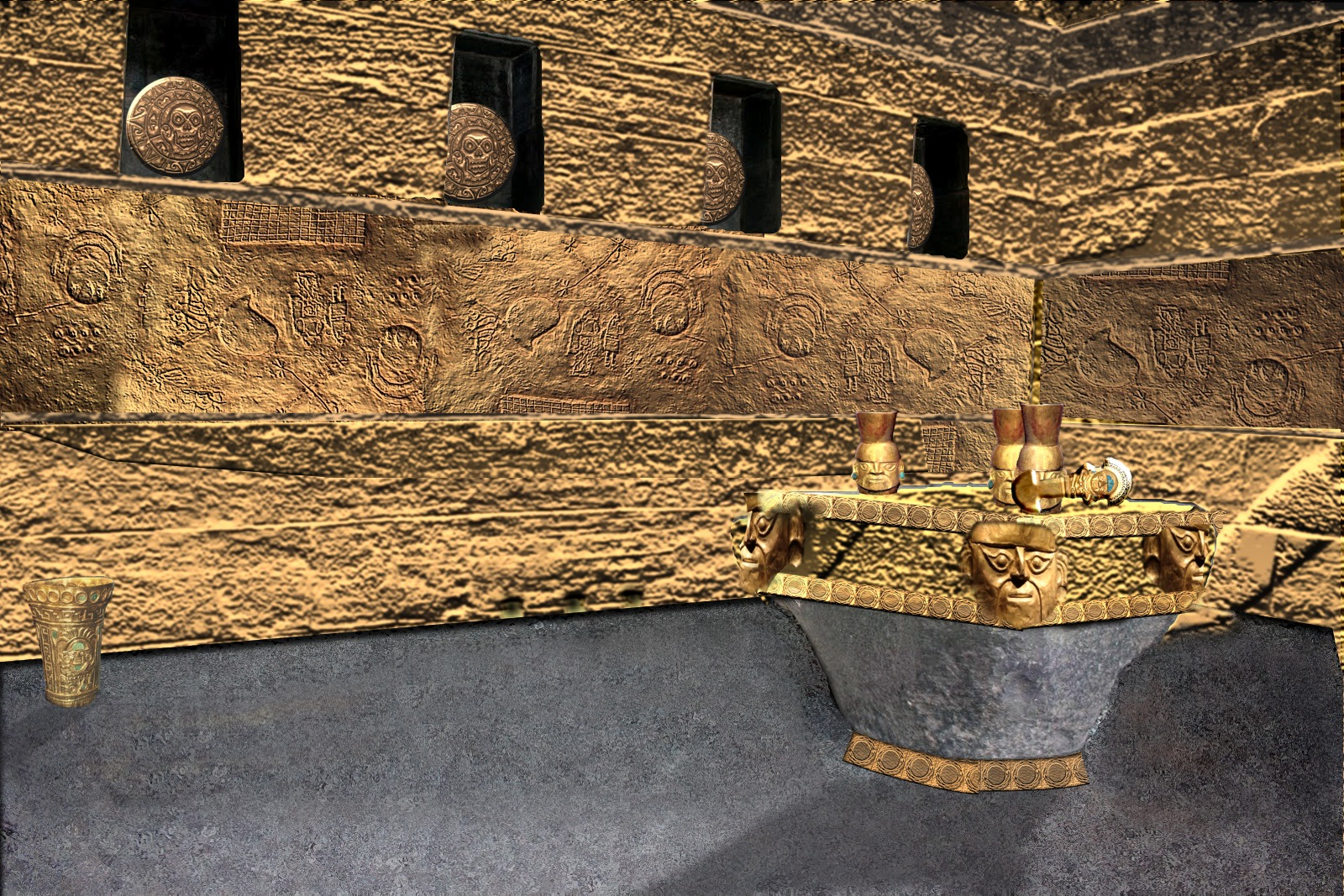
Recréation numérique de l'intérieur du Temple du Soleil à Cusco. D'après Garcilaso de la Vega.

En février 1533, Hernando de Soto et Pedro del Barco quittèrent Cajamarca pour Cuzco comme indiqué par Garcilaso et López de Gómara, bien que le chroniqueur Pedro Pizarro (1515-1602) et l'historien Rubén Vargas Ugarte (1886-1975) ne soient pas d'accord sur l'identité des émissaires. Cette première expédition revient à Cajamarca entre la fin mai et la première quinzaine de juin 1533 avec d'énormes chargements d'or et d'argent, comme le raconte Vargas Ugarte.
Le 11 août 1533, Francisco Pizarro entame à son tour son voyage de Cajamarca à Cuzco accompagné de Túpac Hualpa ou, selon Garcilaso, du guerrier Calcuchimac. Lors de ce voyage, Manco Inca rejoint l'entourage de Francisco Pizarro et, avec son aide, vainc les défenseurs de la ville. L'entrée des conquistadors dans la ville a lieu le 15 novembre 1533. Manco Inca est alors couronné Sapa Inca et, selon la chronique de Rubén Vargas Ugarte, le pillage par les Espagnols des objets de valeur dans la ville a alors commencé.
La première description occidentale de Cuzco est rédigée par Pedro Sánchez de la Hoz, secrétaire officiel du conquistador Francisco Pizarro. Le rapport de Sánchez survécut ; publié en 1556 à Venise par l'entremise de Giovanni Battista Ramusio, il comprend une longue description de l’architecture et du plan de Cuzco. C'est le premier texte substantiel sur l'architecture et le plan de la ville inca, écrit par un participant à la conquête du Pérou, et qui y passa un temps considérable. Il fournit des détails remarquables sur un lieu dont l'infrastructure reste encore incomplètement connue aujourd'hui. Selon Sánchez, l’une des caractéristiques les plus remarquables de la ville était une place qu'il affirme « faite de forme carrée, et pour la plus grande part plate, et pavée de petites pierres ». Une gravure sur bois (possiblement de Giacomo Gastaldi) accompagnait la description lors de sa première publication à Venise en 1556, et qui alimentera l’imaginaire sur Cuzco pendant au moins deux siècles.
La capitale des Incas a étonné les Espagnols par la beauté de ses édifices, la longueur et la régularité de ses rues. La grande place était entourée de plusieurs palais, puisque « chaque souverain se construisait un nouveau palais ». La délicatesse du travail de la pierre surpassait celle des Espagnols. La forteresse avait trois parapets et était composée de « lourds massifs rocheux ». Au cœur de la capitale coulait une rivière... recouverte de pierre.... L'édifice le plus somptueux de Cuzco... était sans aucun doute le grand temple dédié au Soleil... parsemé de plaques d'or... entouré de couvents et de dortoirs pour les prêtres. (...) Les palais étaient nombreux et les troupes ne tardèrent pas à les piller de leur contenu, ainsi qu'à dépouiller les édifices religieux, "y compris les momies royales de la Coricancha.

#### La fondation

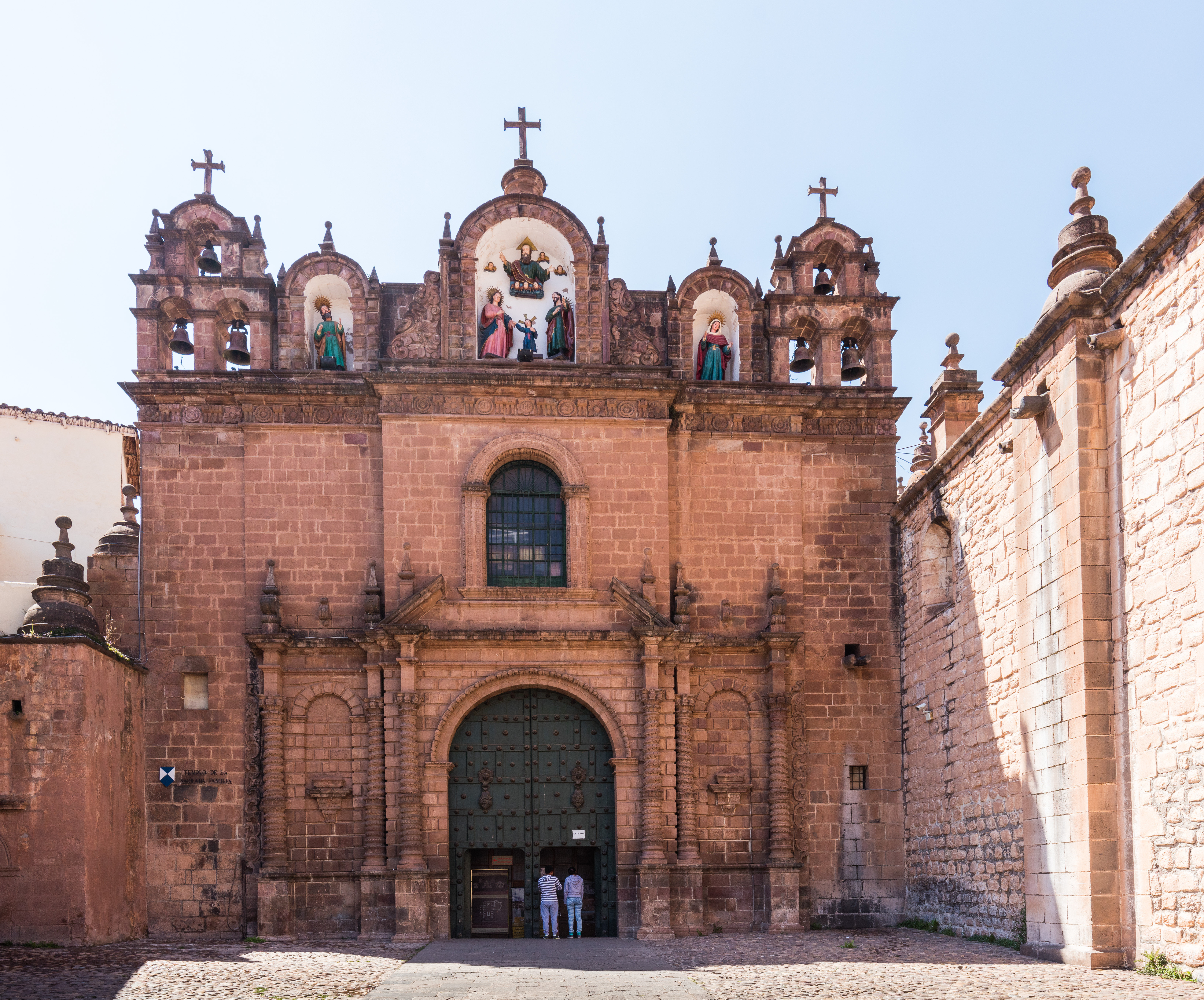
Chapelle de la Sagrada Familia, à côté de la cathédrale. Ce bâtiment appartenait à l'Inquisition et devant lui avaient lieu les exécutions publiques.

Le 23 mars 1534, Francisco Pizarro fonde la ville de Cuzco à la manière espagnole, créant la Plaza de Armas à l'emplacement de la place principale de l'empire inca et qui était alors entourée des palais des nobles incas. Pizarro a nommé la ville « La très noble et grande ville de Cuzco ». Le père Vicente Valverde devint évêque de Cuzco et construisit sa cathédrale sur le côté exposé au nord. Il fait aussi construire un monastère de l'ordre dominicain (couvent de Saint-Domingue) - siège futur de l'Inquisition - sur les ruines de la Corichanca, « la maison du soleil », et un couvent sur l'ancien site de la « maison des vierges du soleil ».

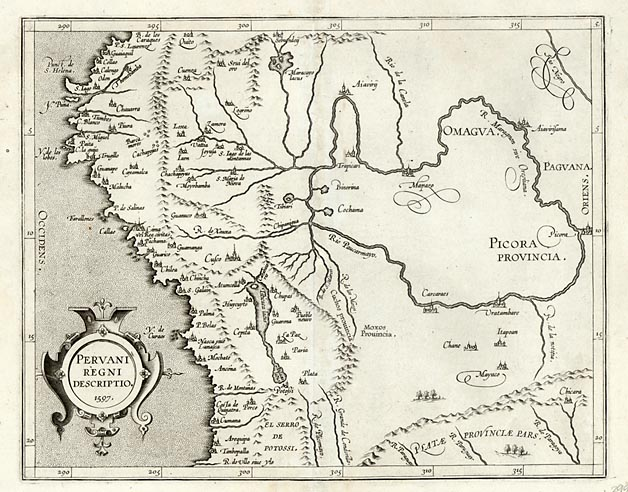
Carte de la vice-royauté du Pérou par Cornelis van Wytfliet - Louvain, 1597.

Au total, les premiers résidents ont été 88 à s'installer dans la ville lors de sa fondation et, pour couvrir tous les besoins organisationnels, le conseil municipal a été fondé le lendemain, 24 mars 1534. Il était constitué de Beltrán, de Castro et de Pedro de Candia et de huit conseillers. Il a été établi que les maires et les échevins devraient être renouvelés chaque année.
Enfin, en octobre de cette année-là, les lots de la ville ont été répartis entre les conquérants, notamment aux frères Gonzalo Pizarro et Juan Pizarro. Pizarro a ensuite laissé une garnison de 90 hommes à Cuzco et est parti pour Jauja avec Manco Inca.
Une partie de la noblesse de l'empire inca a toutefois continué le combat contre les Espagnols et leurs alliés incas, pendant les premières années de la vice-royauté. Cette résistance a même mené au siège de Cuzco pendant dix mois en 1536 par Manco Inca Yupanqui, qui ne put toutefois reprendre le contrôle de la ville aux Espagnols que pendant quelques jours.
Il s'est finalement retiré avec ses fidèles à Vilcabamba, la capitale du petit État néo-inca nouvellement établi. Là, il a survécu encore 36 ans, mais il n'a jamais pu retourner à Cuzco. Le conflit a duré sporadiquement jusqu'en 1572 lorsque le dernier Inca Túpac Amaru I a été vaincu, capturé et décapité.

#### L'administration

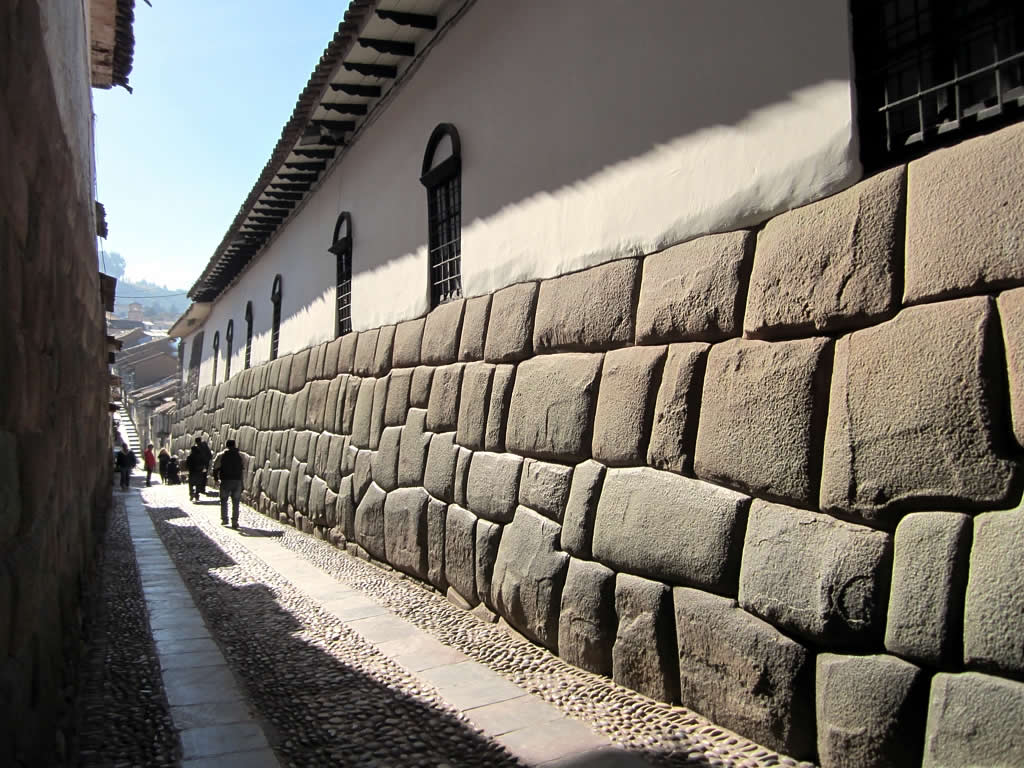
Vue de la rue Hatun Rumiyuq. Edifice colonial construit sur des murs incas.

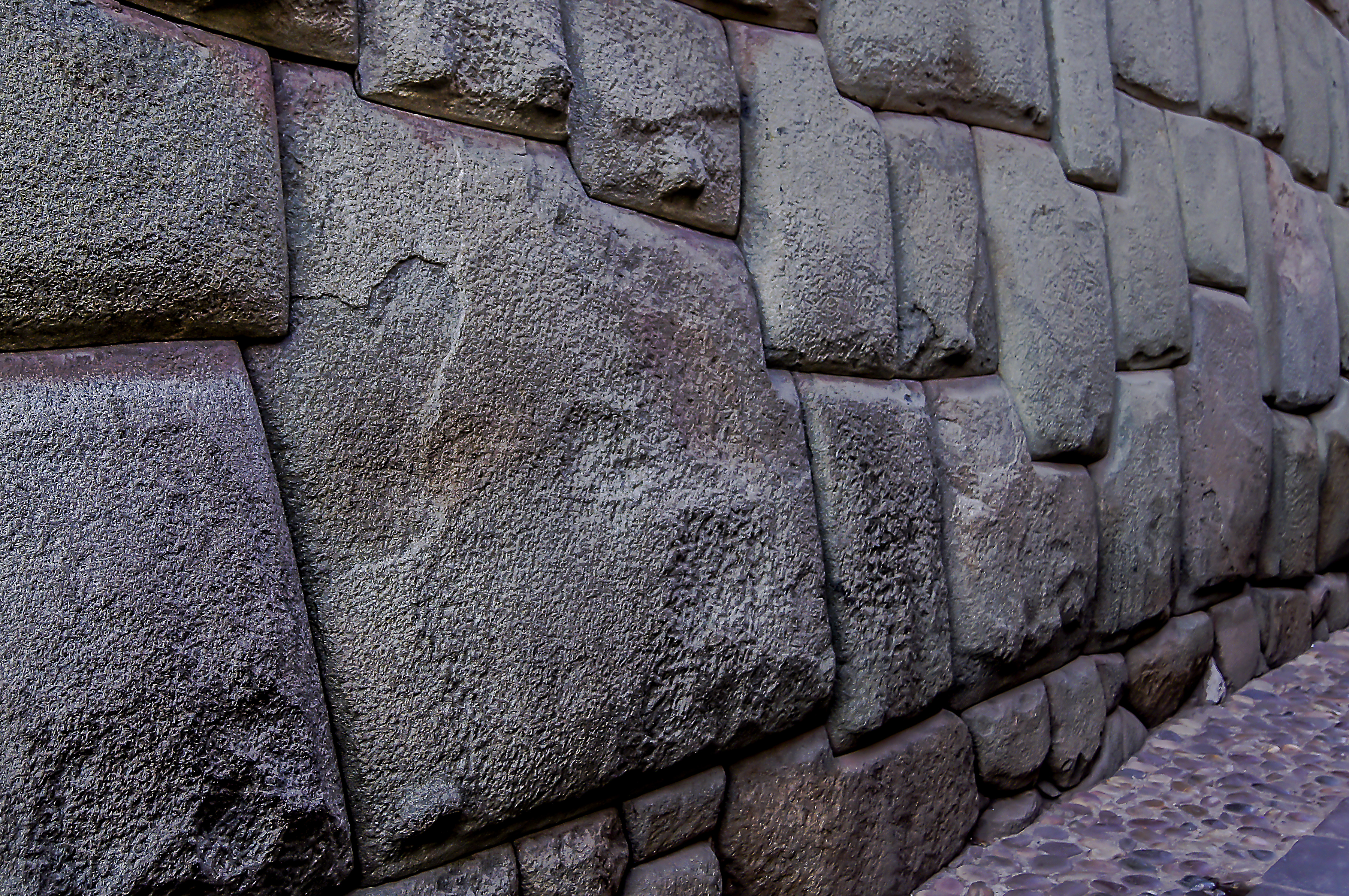
Pierre des douze angles sur la rue Hatun Rumiyuq.

La ville est devenue un important centre commercial et culturel des Andes centrales puisqu'elle était située sur les routes entre Lima et la zone minière du Haut-Pérou. Cependant, l'administration vice-royale a préféré l'emplacement de Lima (fondée deux ans après Cuzco en 1535) et principalement sa proximité avec le port naturel de ce qui allait devenir Callao pour établir la chef-lieu de ses possessions en Amérique du Sud et faciliter la communication avec l'Espagne. La ville est alors déjà mentionnée sur la première carte connue du Pérou.
Cuzco est d'abord le siège de l'administration vice-royale dans le sud du pays au détriment des villes récemment fondées d'Arequipa ou de Moquegua. Sa population était principalement composée d'indigènes appartenant à l'aristocratie inca, dont certains privilèges avaient été maintenus. Bon nombre d'Espagnols se sont alors progressivement installés, débutant le processus de métissage culturel qui marque aujourd'hui la ville. La cité possédait une importante fabrication artisanale de textile et c'était une étape obligatoire sur la route commerciale qui reliait la capitale de la vice-royauté à la région du Río de la Plata.
Au cours de la phase de développement colonial aux XVIe et XVIIe siècles, la ville a connu un grand mouvement de construction d'églises, comme la cathédrale (construite entre 1560 et 1664), l'église de la Compagnie de Jésus (construite en 1576), la Merced (première moitié du XVIe siècle) , San Francisco (entre 1572 et 1662).
De même, les hôpitaux coloniaux de San Bartolomé (plus tard hôpital et couvent de San Juan de Dios) et l'hôpital de Naturales ont été construits. Dans l'architecture civile, se distinguent le palais de l'Almirante, le palais de l'archevêque et la maison du marquis de San Lorenzo de Valle Umbroso.
Dans le domaine de l'éducation, pendant ces années, les écoles de San Francisco de Borja ont été ouvertes pour l'éducation des enfants des caciques, le Collège de San Bernardo, le Séminaire de San Antonio Abad, l'Université de San Ignacio de Loyola et l'Université de Saint Antoine l'Abbé.
Pour ériger toutes ces constructions, les Espagnols ont détruit de nombreux bâtiments, temples et palais incas. Ils ont utilisé les murs restants comme fondations pour la construction d'une nouvelle ville, et cette maçonnerie en pierre est toujours visible.
Le développement urbain a été interrompu par plusieurs tremblements de terre qui ont détruit la ville à plus d'une occasion. En 1650, un violent tremblement de terre détruisit presque tous les bâtiments de la période vice-royale. Lors de ce tremblement de terre, l'effigie du Seigneur des tremblements de terre a pris une grande importance, encore vive de nos jours.

À la suite des réformes bourboniennes, la ville de Cuzco fut en 1780 bouleversée par le mouvement lancé par le cacique José Gabriel Condorcanqui, dit Túpac Amaru II, qui se souleva contre l'administration espagnole. Ce soulèvement a été réprimé après plusieurs mois de combats au cours desquels ses partisans ont mis en échec les autorités vice-royales stationnées à Cuzco. Túpac Amaru II a été vaincu, fait prisonnier et exécuté avec toute sa famille sur la Plaza de Armas à Cuzco. Aujourd'hui encore, la chapelle qui a servi de prison au héros existe à côté de l'Église de la Compagnie de Jésus. Ce mouvement de révolte s'est rapidement répandu dans les Andes et a marqué le début du processus d'émancipation sud-américain. 

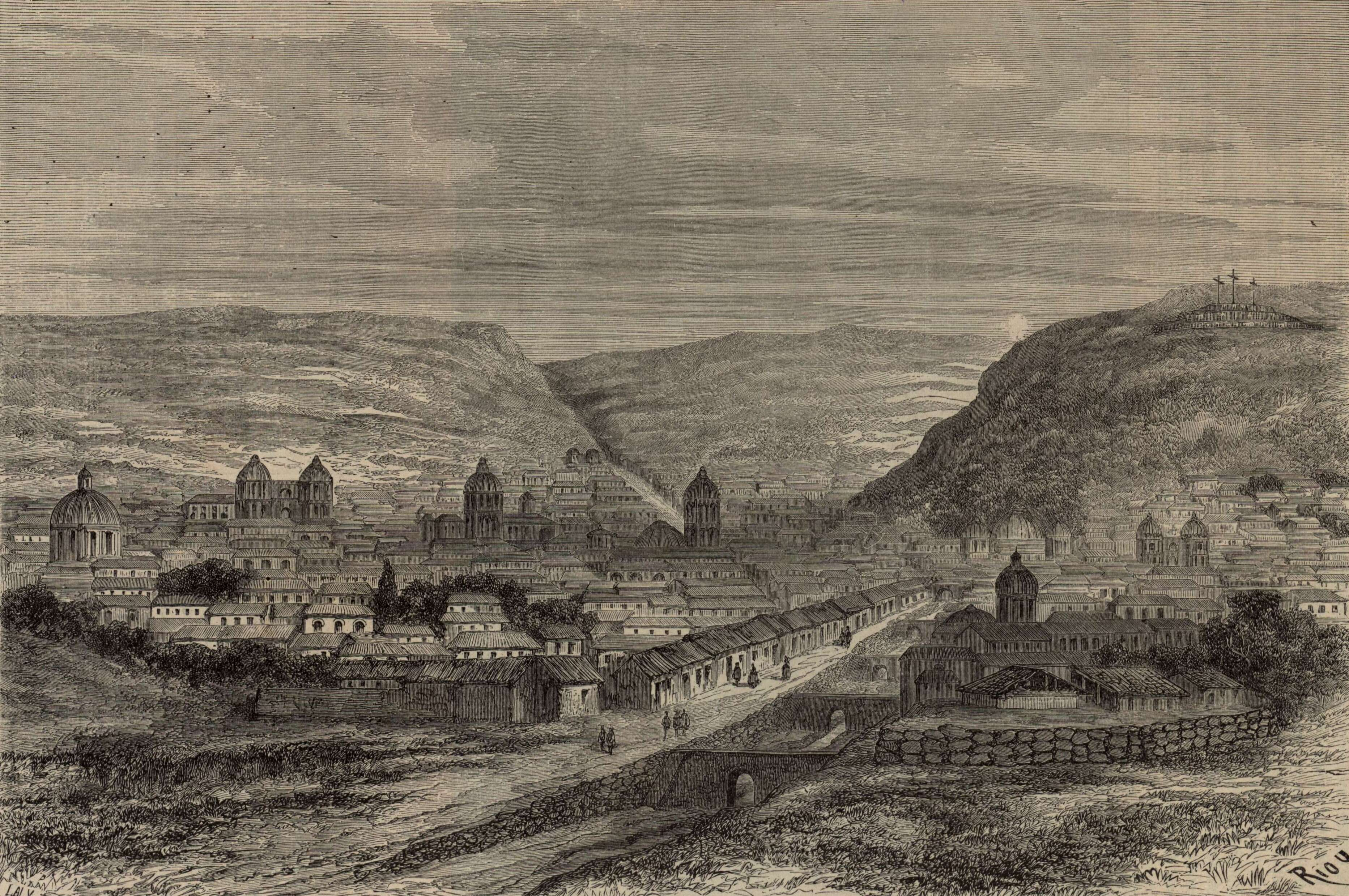
Vue générale de la ville. Gravure vers 1880.

Conséquence de cette révolution, la Real Audiencia del Cuzco - la plus haute juridiction de la Couronne espagnole - a été créée en 1787 et les principales familles espagnoles ont émigré vers les villes de Lima et d'Arequipa, craignant les réactions des indigènes. Ces migrations, ainsi que le déclin commercial généré par la création de la vice-royauté du Río de la Plata, ont ôté à la ville son rôle de premier plan en tant que point de transit pour les voyageurs et les commerçants, expliquant le déclin que la ville a subi au XIXe siècle.
En 1814, il y eut un nouveau soulèvement contre l'administration vice-royale. La rébellion de Cuzco est lancée en 1814 par les frères Angulo et le brigadier Mateo Pumacahua, un métis de Cuzco qui avait affronté les forces de Túpac Amaru II. Ils ont tenté de créer une junte gouvernementale dans la ville pour coordonner le soulèvement avec le processus commencé à Buenos Aires pour obtenir l'indépendance du Pérou. Ce soulèvement a été réprimé par le vice-roi José Fernando de Abascal y Sousa en moins d'un an. Pumacahua fut fait prisonnier et emmené à Sicuani, où il passa en jugement et fut condamné à la mort par décapitation, verdict exécuté le 17 mars.

### Ère républicaine

#### XIXesiècle
Le Pérou a déclaré son indépendance en 1821 et la ville de Cuzco a alors maintenu son importance au sein de l'organisation politico-administrative du pays. En effet, le département de Cuzco a été créé sur la base de l'ancienne intendance, y compris même les territoires amazoniens jusqu'à la frontière - qui n'avait pas encore été établie - avec le Brésil. La ville a été érigée en chef-lieu du département selon le décret édicté par le gouvernement provisoire de José de San Martín (loi du 26 avril 1822), bien que le territoire soit resté aux mains du roi d'Espagne. 

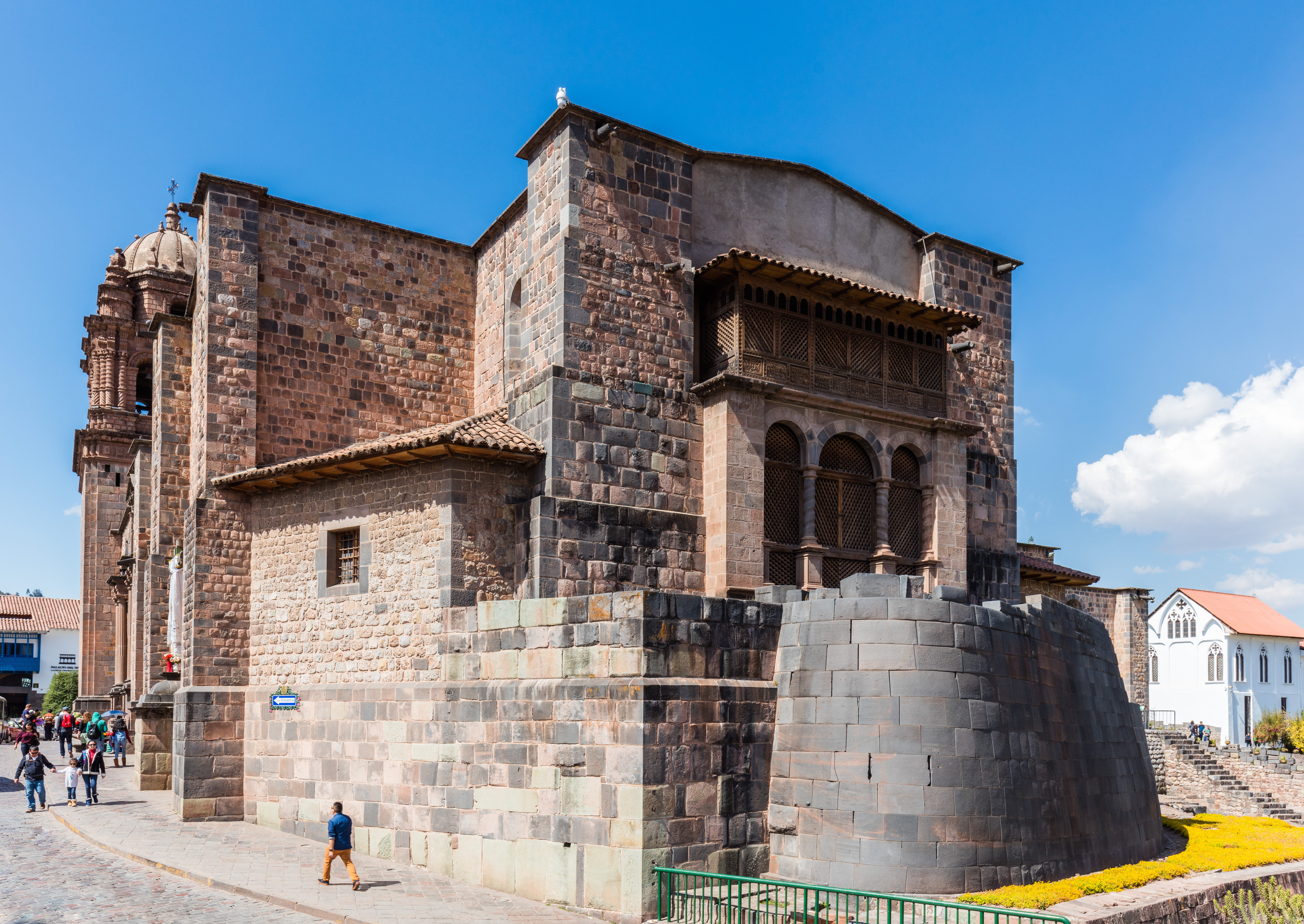
Le Coricancha.

Après la bataille d'Ayacucho, lorsque le vice-roi José de la Serna capitula devant Simón Bolívar, l'audience royale de Cuzco ignora cette capitulation et nomma Pío Tristán, qui était à Arequipa, vice-roi du Pérou le 9 décembre 1824, mais celui-ci renonça rapidement. Ce n'est que le 22 décembre 1824 que le Cabildo de Cuzco (conseil municipal) reconnut la capitulation d'Ayacucho et accepta de recevoir comme préfet le général Agustín Gamarra, originaire de Cuzco, qui prit ses fonctions le 24 décembre de la même année, mettant fin à l'administration royale espagnole de Cuzco. La Cour royale de Cuzco a donné naissance à la Cour supérieure de justice de Cuzco.
En 1825, la ville reçut la visite de Simón Bolívar qui mit en place un programme de création de l'école des sciences et des arts, remplaçant les écoles de San Francisco de Borja et San Bernardo ainsi que l'Université de San Antonio Abad. Le Collège des Educandas pour l'éducation des femmes a également été créé.
Plus tard, pendant la période de la Confédération péruvio-bolivienne, la ville est devenue l'un des principaux bastions de l'éphémère République du Sud-Pérou. L'Arc de Santa Clara symbolise l'importance de la ville dans cette situation politique. Après cette étape, la ville subit un nouveau déclin économique et démographique, étant même sur le point d'être envahie lors de la guerre avec la Bolivie en 1842.
Le déclin de Cuzco se poursuivit jusqu'aux années 1870, la population de la ville ayant fortement diminué, passant de 40 000 habitants à un peu plus de 13 000. Ce déclin est attribué à l'importance de la participation de Cuzco aux guerres d'indépendance, ainsi qu'aux fléaux (typhoïde entre 1855 et 1856, variole en 1885) qui ont frappé la ville, alors réputée pour être l'une des plus sales d'Amérique selon les voyageurs et chroniqueurs tant péruviens qu'étrangers.
De même, dans le domaine économique, avec l'ouverture des marchés survenue après l'indépendance et l'importation de textiles britanniques, l'industrie artisanale textile de Cuzco - principale industrie de la ville - a langui car elle ne pouvait concurrencer le principal produit importé de Grande-Bretagne pendant la révolution industrielle. Une tentative de ré-industrialisation fut menée en 1830, commençant par l'exportation de laine d'alpaga et de mouton et l'installation en 1861 de la première usine textile du Pérou dans le quartier voisin de Lucre. En 1872, est installée la première des six brasseries de la région.
Dans les dernières années du siècle, deux événements se détachent : la guerre civile péruvienne de 1894 qui a conduit à des affrontements dans la ville  et à la fuite du préfet Pedro Mas, et qui fut le début d'un processus intellectuel qui aurait ses principaux effets lors de la révolution étudiante de 1909.

#### XXesiècle
Dès le début du XXe siècle, Cuzco était devenu le bastion des luttes sociales et politiques menées par des leaders tels que Emiliano Huamantica ou Saturnino Huillca. Une génération d'intellectuels et hommes politiques surgit alors et l'on y crée la première cellule communiste du Pérou qui sera à l'origine des profonds changements sociaux en faveur des indigènes et paysans. La ville est connue alors sous le nom de Cuzco Rojo.
À partir du début du siècle, la ville a commencé son développement urbain à un rythme plus élevé que celui connu jusqu'à cette époque.
Le 13 septembre 1908, le chemin de fer qui arrive à Cuzco sort la cité de l'isolement, lui permettant enfin de communiquer rapidement avec l'océan. Cependant, malgré cela, le temps de trajet entre Lima et Cuzco (1000 km) était similaire à celui d'un voyage de Cuzco à Buenos Aires (3200 km) en raison des difficultés présentées par la traversée des Andes.
La ville a commencé sa croissance et a commencé à s'étendre dans les quartiers voisins de Santiago et Wanchaq. Dans la première moitié du XXe siècle, pour des raisons sanitaires, les rivières Saphy, Huatanay et Tullumayu ont été canalisées. Ce processus a permis le percement de routes modernes telles que les rues Saphy, Choquechaka et les avenues Tullumayo et El Sol qui reliaient les quartiers centraux de la ville et permettaient le développement urbain et la croissance vers le sud et le sud-est.

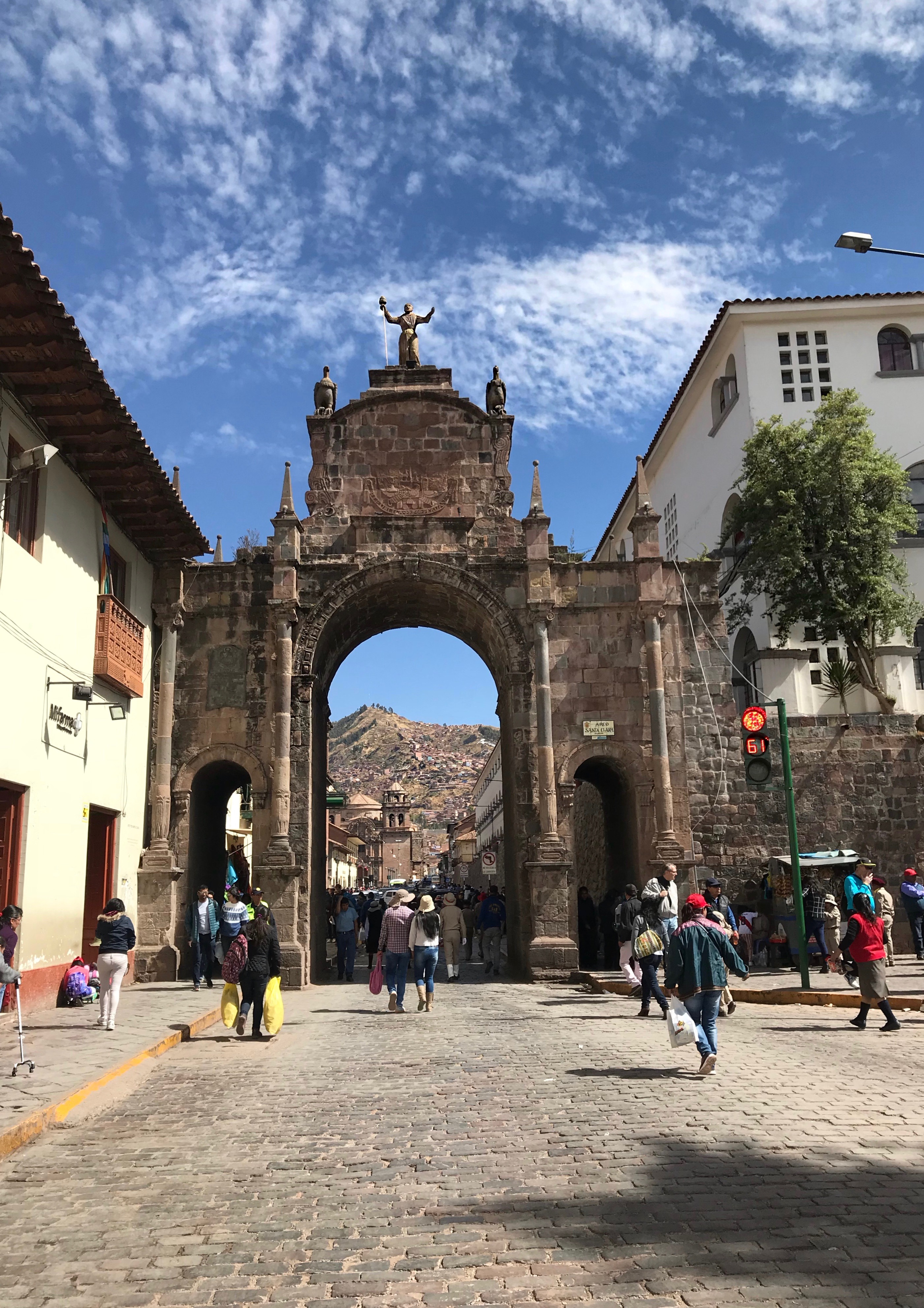
Arco de Santa Clara

En 1911, l'expédition de Hiram Bingham a quitté la ville pour explorer les ruines incas de Machu Picchu. La découverte du Machu Picchu mit encore quelques années pour devenir le grand catalyseur du développement de l'industrie touristique de Cuzco. En 1934, des travaux de nettoyage et de mise en valeur du site ont été effectués par la commission du IVe centenaire de Cuzco dirigée par Luis E. Valcarcel. L'ouverture d'une route a donné lieu au début d'un tourisme naissant. En 1942, il y avait déjà une auberge près des ruines du site inca, mais c'est dans les années 1950 et 1970 que le Machu Picchu a commencé à devenir l'attraction touristique qu'il est aujourd'hui.
En 1913, une société privée a été fondée à Cuzco dans le but de fournir de l'électricité à la ville. Une centrale hydroélectrique a été installée dans la ville de Corimarca qui utilise les eaux du lac de Chinchero (Piuray). En octobre 1914, les premiers tests ont été effectués et le 24 décembre 1914, l'éclairage urbain électrique a été inauguré à Cuzco.
Le 23 mai 1921, le premier vol de Lima à Cuzco a été effectué par l'aviateur italien Enrique Rolandi. De ce fait, Cuzco a vu le transport aérien comme la solution définitive à son problème d'isolement, c'est pourquoi plusieurs initiatives ont été menées dans ce but. Le lendemain de l'arrivée de Rolandi à Cuzco, le Comité central exécutif de Pro-Aviation s'est réuni et a accepté d'acheter un avion appartenant à la ville avec Rolandi comme conseiller technique. L'avion était un biplan de chasse italien Ansaldo SVA baptisé "Cuzco". C'est dans cet avion que le 1er septembre 1925, l'aviateur de Cuzco Alejandro Velasco Astete est arrivé de nouveau dans la ville de Lima en traversant les Andes. L'aviateur a été victime d'un accident mortel le 25 septembre 1925 en tentant d'atterrir à Puno en venant de Cuzco.
L'aéroport de Cuzco, sa ville natale, qui porte son nom expose l'uniforme de ce pilote et deux avenues portent son nom à Cuzco et Lima.
Dans les années 1930, le préfet de Cuzco, le général Jorge Vargas, expropria les terres de Chachacomayoc et de La Pólvora et y installa le premier aéroport de la ville avec un chemin de terre, qui servit jusqu'en 1967. Aujourd'hui, cette zone est occupée par le parc Zonal, le Colisée fermé Casa de la Juventud et l'hôpital national Adolfo Guevara Velasco dans le quartier de Wanchaq.

Le premier service de passagers et de fret entre Cuzco et Lima a été établi en 1937. Quelques années plus tard, la compagnie Faucett a commencé à voler avec des avions DC-3 et DC-4. Dans les années 1940, le service de transport aérien devient régulier. En 1964, l'aéroport international Alejandro Velasco Astete a été inauguré, qui dessert la ville à ce jour et est le deuxième aéroport avec le trafic de passagers le plus élevé au Pérou.

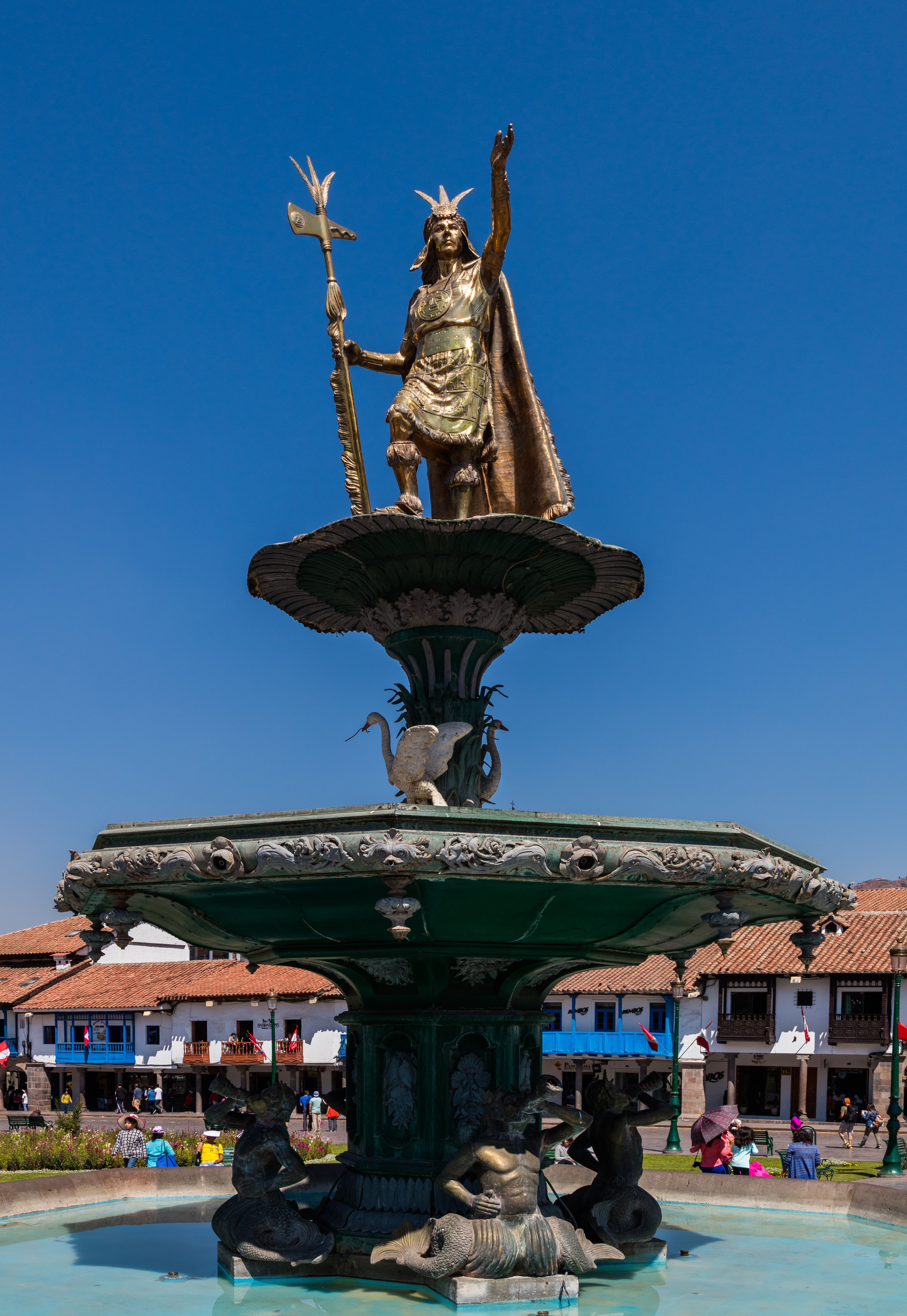
Monument à l'Inca, Plaza de Armas.

À partir de 1944, le 24 juin de chaque année renoue avec la coutume de l'Inti Raymi organisé soit sur la Plaza de Armas soit dans les ruines de Sacsayhuamán.
Le 21 mai 1950, un tremblement de terre de 6,8 sur l'échelle de Richter a eu lieu, faisant de nombreuses victimes et causant de grands dégâts aux bâtiments de la ville, principalement les églises et les couvents coloniaux. Après ce tremblement de terre, succédant à un précédent séisme en 1941, il y a eu une mobilisation de l'État péruvien et de l'UNESCO qui a envoyé l'historien américain George Kubler pour préparer un rapport et coordonner les activités de reconstruction. Le gouvernement péruvien a promulgué la loi n ° 11551 déclarant la reconstruction de la ville d'intérêt public et de nécessité nationale et instaurant une taxe nationale sur la consommation de cigarettes pour financer ladite reconstruction. En 1952, les travaux de reconstruction de la ville ont commencé, ce qui impliquait également sa modernisation.
Dans le cadre de cette modernisation, le développement touristique de la ville a commencé. En 1954, 6 902 touristes ont été comptabilisés. En 1964, il y en avait déjà 38 939 et 55 482 en 1971. En 1975 les touristes (176 625), étaient en nombre supérieur à la population totale de la ville estimée à 174 000 habitants.
À partir de 1944, il a été établi que le 24 juin de chaque année serait "Le jour de Cuzco" avec mise en scène de la fête du soleil l'Inti Raymi, soit sur la Plaza de Armas, soit dans les ruines de Sacsayhuaman. C'est aussi cette année là que l'hymne de Cuzco a été créé.
En 1972, par une résolution du ministère de l'Éducation, la zone monumentale de Cuzco a été déclarée patrimoine culturel de la nation. Les limites de cette zone ont été élargies en 1974 et 1991.

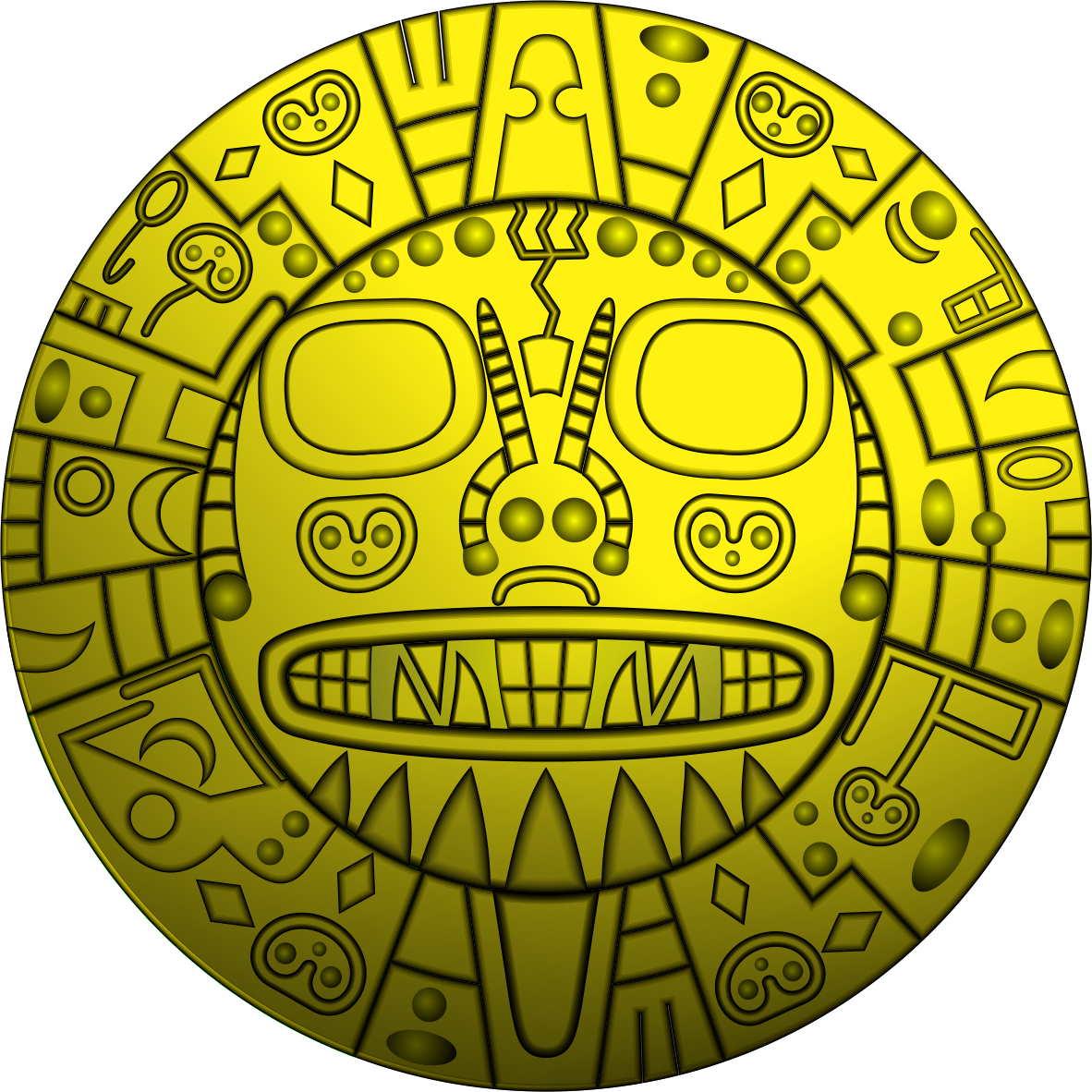
Blason de Cuzco.

En 1983, lors de la VIIe session du Comité du patrimoine mondial de l'Unesco qui s'est tenue dans la ville de Florence en Italie, du 5 au 9 décembre, il a été décidé d'inscrire la ville de Cuzco au patrimoine culturel de l'humanité.
Dans les années 1990, sous l'administration du maire Daniel Estrada Pérez, la ville a subi un nouveau processus d'embellissement à travers la restauration de monuments et la construction de places, de fontaines et de monuments. De même, grâce aux efforts de cette autorité, diverses reconnaissances ont été obtenues, comme la déclaration de « Capitale historique du Pérou » contenue dans le texte de la Constitution politique du Pérou de 1993.
Le changement du blason de Cuzco a également été ordonné, les armoiries coloniales étant abandonnées au profit du "Sol de Echenique". De plus, il a été proposé de changer le nom officiel de la ville en adoptant le mot quechua Qosqo, mais ce changement a été inversé après quelques années.

### XXIesiècle
La déclaration de Cuzco : Le 8 décembre 2004, l'ensemble des douze pays d'Amérique du Sud ont signé la Déclaration de Cuzco visant à créer l'Union des nations sud-américaines (UNASUR) sur le modèle de l'Union européenne.

### Importance politique
Tout au long de son histoire, Cuzco a eu une importance politique marquée, surtout pendant l'Empire Inca. Après sa fondation espagnole, elle a perdu de l'importance à cause de la décision de Francisco Pizarro d'établir la capitale à Lima. Cependant, Cuzco a continué à être une ville importante au point d'être la première ville de toute la vice-royauté à avoir un évêque. Sa position sur les routes commerciales lui garantissait alors son importance politique en tant que capitale de l'intendance de Cuzco, puis siège de la Cour supérieure de justice.
Pendant la république, son rôle politique a diminué en raison de son isolement par rapport à la capitale et au littoral, ainsi qu'aux routes commerciales des XIXe et XXe siècles. Cependant, elle a maintenu sa condition de ville principale du sud du Pérou, bien que subordonnée à Arequipa.
Politiquement, selon les résultats des élections tenues dans la seconde moitié du XXe siècle, Cuzco a été un bastion des partis de gauche au Pérou. Dans les années 1970 et 1980, le leader socialiste Daniel Estrada Pérez (es) a rassemblé cette tendance politique en sa faveur sous la bannière de l'alliance de la gauche unie. Après sa mort, la continuité a été assurée par le Parti nationaliste péruvien et le Front large pour la justice, la vie et la liberté, ainsi que des mouvements régionaux. Les partis traditionnels péruviens tels que l'APRA ont enregistré quelques victoires électorales, tandis que ceux qui représentent une position politique de droite comme le Parti populaire chrétien et le Fujimorisme ont eu peu d'influence sur les autorités locales.

## Titres honorifiques
- "Première ville de Nueva Castilla" : Accordé à Madrid par décret royal de Charles Quint, le 24 avril 1540.
- "Ville très distinguée, très noble, loyale et la plus fidèle de Cuzco, la plus importante et capitale des royaumes du Pérou": Décerné à Madrid par décret royal de  Charles Quint, le 19 juillet 1540.
- "Capitale archéologique de l'Amérique" : Décerné au XXVe Congrès international des américanistes tenu à La Plata, Argentine en 1933. Ce titre a été approuvé par le Congrès de la République du Pérou par la loi n ° 7688 du 23 janvier 1933.
- "Patrimoine culturel mondial" : Décerné par la septième Convention des maires des grandes villes du monde, réunie à Milan, en Italie, le 19 avril 1978.
- "Patrimoine culturel de l'humanité" : Décerné par l'Unesco à Paris, France, le 9 décembre 1983.
- "Patrimoine culturel de la nation": Accordé par la loi n ° 23765 du 30 décembre 1983. L'article 3 de cette loi désigne la ville de Cuzco comme capitale touristique du Pérou.
- "Capitale historique du Pérou": Décernée par l'article 49 de la Constitution politique du Pérou de 1993.
- "Capitale historique de l'Amérique latine": Décernée par le Congrès latino-américain des conseillers et conseillers, dans la ville de Cuzco, au mois de novembre 2001.
- "American Capital of Culture": décerné par l'American Capital of Culture Organization en 2007[40].
- En 2007, la Fondation New7Wonders a désigné le Machu Picchu comme l'une des sept nouvelles merveilles du monde, à la suite d'un sondage mondial[41]

### Personnalités
(liste non exhaustive)
- Inca Garcilaso de la Vega (1539-1616), le premier grand écrivain péruvien, auteur des Comentarios Reales de los Incas.
- Túpac Amaru II (1738-1781), célèbre rebelle indigène qui lutta contre les colons espagnols.
- Clorinda Matto de Turner (1852-1909), écrivaine, fondatrice du mouvement indigéniste.
- Helba Huara (1900-1986), danseuse internationale, née à Cuzco, installée en France en 1936.
- Alberto Quintanilla (es) (1934), peintre et sculpteur installé en France.